# Лицей искусств имени С. П. Дягилева
Лице́й иску́сств и́мени С. П. Дя́гилева — неофициальное устоявшееся наименование общеобразовательного учреждения в городе Екатеринбурге. Полное официальное наименование на 2025 год: Муниципальное автономное общеобразовательное учреждение Гимназия № 8 «Лицей имени С. П. Дя́гилева».

## Направления учебной деятельности
Лицей считает свою историю с 15 августа 1956 года, когда была образована школа № 8. По состоянию на 2025 год это общеобразовательное учреждение, обеспечивающее начальное, основное и среднее образование в соответствии с законодательством и нормативной базой Российской Федерации в области образования.  
В лицее создано структурное подразделение «Блок искусств» из трёх отделений: хореографическое, изобразительного искусства и спортивно-эстетическое. В отделениях реализуются дополнительные общеобразовательные общеразвивающие программы художественной и физкультурно-спортивной направленности. Дополнительное образование в блоке искусств обязательно для учеников с 1 по 9 класс, ученики 10-11 классов занимаются в специальных группах по желанию. 

## Современная история
В 1979 году появились общеобразовательная школа № 8 и детская школа искусств № 2.
В 1993 году школа искусств была принята в программу ассоциированных школ ЮНЕСКО.
В 1993 году школе искусств присвоено имя С. П. Дягилева.
Позднее обе школы объединяются в одно учреждение — лицей искусств имени Дягилева.
В 2006 году лицей преобразован в гимназию.

## Известные преподаватели
- Владимир Леонидович Ганзин — художник, состоит в Союзе художников России. Преподаватель Уральской государственной архитектурно-художественной академии
- Маргарита Петровна Окатова — советская балерина, балетный педагог, Заслуженный работник культуры Российской Федерации

## Известные воспитанники
- Маргарита Олеговна Рудина — Заслуженная артистка России, лауреат международных конкурсов, ведущая солистка балета Екатеринбургского театра оперы и балета[4]
- Александр Гагарин (Лебедев) — лидер, вокалист и автор большинства песен музыкальной группы «Сансара»
- Даниил Макеранец — ведущий программ телекомпании 4 канал продюсер и ведущий шоу «Ночь пожирателей рекламы», учредитель рекламного агентства «Be Brand Group». Сын Владимира Ильича Макеранца. Снимался в кинофильмах Свердловской киностудии: «Ты есть…», «Привет, малыш!»[5]
- Ульяна Синецкая - российская певица, финалистка российского отбора на конкурс «Детское Евровидение»(2006г). Победитель  фестиваля «Властелины ритма»(2008г),  обладательница титула «Маленькая вице-мини-мисс мира»(2008г). В 2011 году вошла в тройку победителей (средняя группа) в конкурсе «Российская жемчужина», представляя Екатеринбург. Победители удостоились представлять Россию на международном конкурсе в Германии. Участвовала в фестивале «Уральские родники» . Солистка Уральского государственного театра эстрады, участница музыкальных шоу «Голос» и «Фабрика звёзд»,  с сентября 2018 года — солистка группы «ВИА Гра».
- Софи́я Ви́кторовна Никитчу́к — фотомодель, актриса, победительница конкурса красоты «Мисс Россия 2015», 1-я вице-мисс Мира 2015.

## Фотогалерея
| - Здание лицея |